# Sí, mi amor (película)
Sí, mi amor es una película de comedia romántica peruana de 2020 dirigida por el mexicano Pedro Flores Maldonado y quién a la par la escribió. El film fue producido por Wallaz Producciones y protagonizado por Yiddá Eslava y Julián Zucchi.
El film lleva a la pantalla grande el comedia en vivo que los protagonistas principales, pareja en la ficción y en la vida real, estrenaron en 2017, en la estación de Barranco, un local de espectáculos en vivo del distrito de Barranco. Inicialmente eran 6 funciones, pero la respuesta del público amplio a un total de 68 presentaciones. En 2019 llevaron esta propuesta teatral a Lima con 4 presentaciones y posterior a ello, en 2018 iniciaron una gira nacional por todo Perú.
Luego de su estreno en cine, el film llegó a la plataforma de Netflix el 6 de mayo de 2020.

## Sinopsis
Un novio sorprendido se enfrenta a una prueba de fidelidad después de que su pareja termina la relación, ya que ella sospecha que la está engañando. Es una historia de conflictos amorosos, una trama que tiene como protagonistas a una pareja de novios que se ven desestabilizados por la presión social, los celos y la desconfianza. Intentarán empezar de cero y con nuevas parejas, pero la pregunta es: ¿Cuánto puede uno huir de sus verdaderos sentimientos?.

## Reparto
Los actores que participaron en esta película son:
- Yiddá Eslava como Beatriz (Bea).
- Julián Zucchi como Guillermo (Guille).
- Andrés Salas como Max.
- Magdyel Ugaz como Ceci.
- Pietro Sibille como Alejandro.
- Saskia Bernaola como Marisol.
- Sebastián Monteghirfo como Horacio Buendía.
- Mayra Couto como Avril.
- Santiago Suárez como Checo.
- Ximena Palomino como Bretaña.
- Moria Casan como Malena.
- Samuel Sunderland como Juanpa.
- La Tigresa del Oriente como Perfecta Cahuaza, la jefa de Beatriz.
- Óscar Beltrán como Agripino.
- Eric Varias como Facundo.
- Diego Carlos Seyfarth como Mark (el Gringo).

## Lanzamiento y recepción
La película se estrenó el 23 de enero de 2020 en los cines peruanos. La película atrajo a 33 000 espectadores en su primer día, y 30 000 en su segundo día. Terminó su primer fin de semana con más de 150 000 espectadores, para terminar con más de 350 000 espectadores a finales de año. Según IMDb el filme tuvo una recaudación de US$ 613 049 

## En línea
La película fue adquirida por Netflix para su distribución internacional y estrenada en dicha plataforma el 6 de mayo del mismo año. A poco de sumarse a los contenidos de la plataforma, se situó entre los 10 primeros lugares de contenidos más vistos en varios países de América, entre ellos Argentina, Perú y Bolivia.

## Secuela
En 2021, se anunció una segunda parte, titulada ¿Nos casamos? Sí, mi amor estrenándose el 3 de febrero de 2022 en los cines peruanos. Al ver el éxito que también tuvo esta película, se decidió realizar una tercera parte titulada ¿Ahora somos 3? Sí, mi amor que se estrenó el 25 de enero de 2024.